# Casearia rhynchophylla
Casearia rhynchophylla är en videväxtart som beskrevs av Ernest Friedrich Gilg. Casearia rhynchophylla ingår i släktet Casearia och familjen videväxter. Inga underarter finns listade i Catalogue of Life.